# Yann Boudaud
Yann Boudaud est un acteur français.

## Biographie
Après s’être formé au Conservatoire national de Rennes, il joue, notamment, sous la direction de Claude Régy à partir de 1997, avec La Mort de Tintagiles.
Il joue également pour Pascal Kirsch, Frédérique Loliée, Simon Gauchet ou Daniel Jeanneteau. Pour Yves Chaudouët, il interprète Il Loggiato, un duo avec Valérie Dréville présenté à La Ménagerie de verre.
Claude Régy conçoit son dernier spectacle pour l'acteur, il s'agit d'un seul en scène autour d'un poème de Georg Trakl, Rêve et folie,.
En 2022, il présente avec Marie Vialle le duo Dans ce jardin qu'on aimait, écrit par Pascal Quignard au Festival d'Avignon.

## Théâtre
- 1994 : Les Aveugles de Maurice Maeterlinck, mise en scène Marc Francois
- 1996 : La Mort de Tintagiles de Maurice Maeterlinck, mise en scène Claude Régy, Théâtre Gérard Philipe[8]
- 1998 : Holocauste de Charles Reznikoff, mise en scène Claude Régy, Théâtre national de la Colline
- 1999 : Quelqu'un va venir de Jon Fosse, mise en scène Claude Régy,Théâtre Nanterre-Amandiers[9]
- 2000 : Des couteaux dans les poules de David Harrower, mise en scène Claude Régy, Théâtre Nanterre-Amandiers
- 2001 : Melancholia de Jon Fosse, mise en scène Claude Régy, Théâtre national de la Colline, Théâtre national de Bretagne
- 2001 : Carnet d'un disparu, mise en scène Claude Régy[10]
- 2006 : Antoine et Cléopâtre de William Shakespeare, mise en scène Noël Casale
- 2012 : La Barque Le Soir d'après Tarjei Vesaas, mise en scène Claude Régy, CDN Orléans, Le Centquatre, Paris
- 2016 : Rêve et folie de Georg Trakl, mise en scène Claude Régy, Théâtre Nanterre-Amandiers[11]
- 2017 : La Source des saints de John Millington Synge, mise en scène Michel Cerda[12]
- 2018 : Réplicas - La Muette d’Irène Gayraud
- 2018 : En attente d'après Antonio Tarantino, mise en scène Frédérique Loliée
- 2018 : Iphigénie de Jean Racine, mise en scène Chloé Dabert[13]
- 2019 : Œdipe roi / Bastia d'après Sophocle, mise en scène Noël Casale
- 2019 : Le reste vous le connaissez par le cinéma de Martin Crimp, mise en scène Daniel Jeanneteau[14]
- 2020 : Solaris de Stanislas Lem, mise en scène Pascal Kirsch
- 2020 : Il Loggiato de Yves Chaudouët[15]
- 2021 : Le Dortoir des mouettes d'après Yvan Blanloeil, mise en scène Karina Ketz
- 2022 : Le Champ des possibles, conception Virginie Marouzé
- 2022 : Dans ce jardin qu'on aimait d'après Pascal Quignard, mise en scène Marie Vialle
- 2023 : La Grande Marée de Martin Mongin, conception Simon Gauchet[16]

## Filmographie
- 1997 : Tous les garçons et les filles de leur âge...
- 2018 : Trakl Sébastopol de Alexandre Barry
- La Joueuse, moyen-métrage de Yves Chaudouët, avec Valérie Dréville et François Chattot, prod. Chapelle Jeanne d'Arc, Frac Nouvelle Aquitaine MÉCA.
- 2023 : Acte 0, moyen-métrage de Yves Chaudouët, prod. La Criée-centre d’art de la Ville de Rennes, compagnie Morphologie des Éléments, Ménagerie de Verre.